# Merijn Scheperkamp
Merijn Scheperkamp (Hilversum, 6 de marzo de 2000) es un deportista neerlandés que compite en patinaje de velocidad sobre hielo.
Ganó una medalla de plata en el Campeonato Mundial de Patinaje de Velocidad sobre Hielo en Distancia Individual de 2023, dos medallas en el Campeonato Europeo de Patinaje de Velocidad sobre Hielo en Distancia Individual de 2022 y dos medallas en el Campeonato Europeo de Patinaje de Velocidad sobre Hielo en Distancia Corta, en los años 2023 y 2025.

## Palmarés internacional
| Campeonato Mundial en Distancia Individual | Campeonato Mundial en Distancia Individual | Campeonato Mundial en Distancia Individual | Campeonato Mundial en Distancia Individual |
| Año                                        | Lugar                                      | Medalla                                    | Prueba                                     |
| ------------------------------------------ | ------------------------------------------ | ------------------------------------------ | ------------------------------------------ |
| 2023                                       | Heerenveen (Países Bajos)                  | Medalla de plata                           | Velocidad por equipos                      |
| Campeonato Europeo en Distancia Individual |                                            |                                            |                                            |
| Año                                        | Lugar                                      | Medalla                                    | Prueba                                     |
| 2022                                       | Heerenveen (Países Bajos)                  | Medalla de oro                             | Velocidad por equipos                      |
| 2022                                       | Heerenveen (Países Bajos)                  | Medalla de plata                           | 500 m                                      |
| Campeonato Europeo en Distancia Corta      |                                            |                                            |                                            |
| Año                                        | Lugar                                      | Medalla                                    | Prueba                                     |
| 2023                                       | Hamar (Noruega)                            | Medalla de oro                             | Clasificación general                      |
| 2025                                       | Heerenveen (Países Bajos)                  | Medalla de plata                           | Clasificación general                      |